# Plantago uniglumis
Plantago uniglumis là một loài thực vật có hoa trong họ Mã đề. Loài này được Wallr. ex Walp. miêu tả khoa học đầu tiên.